# 永昌古庙云湖庵
永昌古庙云湖庵，位于中国广东省揭阳市揭西县棉湖镇，为揭西县的一个县级文物保护单位，类型为古建筑，公布时间为1994年。
永昌古庙云湖庵的历史年代为宋代。